# 可爱的中国 (电视剧)
《可爱的中国》是2019年首播的中国大陆电视剧，由吴子牛执导，林江国、缪婷茹、唐国强、张歌、印小天、郭广平等主演。2019年7月4日在央视一套播出。。
片名来自剧中主角方志敏的散文——《可爱的中国》。该剧是庆祝中华人民共和国成立七十周年国家广播电视总局优秀剧目展播劇目之一。